# A23-as autópálya (Németország)
Az A23-as autópálya (németül: Bundesautobahn 23) egy autópálya Németországban. Hossza 96 km.